# 小行星6131
小行星6131（英語：6131 Towen）是一颗围绕太阳公转的小行星。1990年7月27日，亨利·E·霍爾特在帕洛马山发现了此天体。
这颗小行星的绝对星等为279.2486384603775等。